# Circonscriptions législatives lituaniennes
Les circonscriptions législatives lituaniennes, au nombre de 71, sont des divisions de territoire dans lesquelles sont élus les députés de la Seimas, le Parlement monocaméral de Lituanie. À chaque circonscription correspond un député. 

## Système de répartition
La Lituanie compte 71 circonscriptions, qui élisent chacune un député, suivant le système du scrutin majoritaire uninominal,. 
Ce découpage se double d'une circonscription unique, incluant la totalité du pays, qui vote elle pour les 70 députés restants étant élus au scrutin proportionnel plurinominal,.

## Liste des circonscriptions
Chaque apskritis compte plusieurs circonscriptions.
| N° | Apskritis                | Circonscription |
| -- | ------------------------ | --- |
| 1  | Apskritis d'Alytus       | Ville d'Alytus District d'Alytus District de Druskininkai District de Lazdijai District de Varėna                                                          |
| 2  | Apskritis de Kaunas      | Birštonas District de Jonava Ville de Kaunas District de Kaunas District de Kaišiadorys District de Kėdainiai District de Prienai District de Raseiniai    |
| 3  | Apskritis de Klaipėda    | Ville de Klaipėda District de Klaipėda District de Kretinga Neringa Ville de Palanga District de Skuodas District de Šilutė                                |
| 4  | Apskritis de Marijampolė | Kalvarija Kazlų Rūda Marijampolė District de Šakiai District de Vilkaviškis                                                                                |
| 5  | Apskritis de Panevėžys   | District de Biržai District de Kupiškis Ville de Panevėžys District de Panevėžys District de Pasvalys District de Rokiškis                                 |
| 6  | Apskritis de Šiauliai    | District d'Akmenė District de Joniškis District de Kelmė District de Pakruojis District de Radviliškis Ville de Šiauliai District de Šiauliai              |
| 7  | Apskritis de Tauragė     | District de Mažeikiai District de Plungė Rietava District de Telšiai                                                                                       |
| 8  | Apskritis de Telšiai     | District de Mažeikiai District de Plungė Rietava District de Telšiai                                                                                       |
| 9  | Apskritis d'Utena        | District d'Anykščiai District d'Ignalina District de Molėtai District d'Utena Ville de Visaginas District de Zarasai                                       |
| 10 | Apskritis de Vilnius     | District de Šalčininkai District de Širvintos District de Švenčionys District de Trakai District d'Ukmergė District de Vilnius Elektrėnai Ville de Vilnius |